# Calvin Berg
Calvin-Kei Watanabe Berg ist ein neuseeländischer Fußballschiedsrichter.
Berg ist Schiedsrichter in der neuseeländischen National League. In der Saison 2022 leitete er das Finale zwischen Auckland City und Wellington Olympic (3:2).
Seit 2023 steht Berg auf der Liste der FIFA-Schiedsrichter und pfeift internationale Fußballpartien.
Bei der Ozeanienmeisterschaft 2024 in Fidschi und Vanuatu leitete Berg zwei Gruppenspiele.